# Celrà
Celrà település Spanyolországban, Girona tartományban. Celrà Girona, Sant Julià de Ramis, Bordils, Juià és Medinyà községekkel határos. Lakosainak száma 5561 fő (2024).

## Népesség
A település népessége az elmúlt években az alábbi módon változott:
| Lakosok száma | 437  | 1755 | 2075 | 2160 | 2247 | 3218 | 4513 | 5053 | 5452 | 5561 |
|               | 1717 | 1887 | 1936 | 1960 | 1986 | 2004 | 2009 | 2014 | 2019 | 2024 |